# Haplocyclodesmus enneryenis
Haplocyclodesmus enneryenis är en mångfotingart som först beskrevs av Loomis 1936.  Haplocyclodesmus enneryenis ingår i släktet Haplocyclodesmus och familjen Sphaeriodesmidae. Inga underarter finns listade i Catalogue of Life.